# 头道桥站
头道桥站是位于内蒙古自治区巴彦淖尔市杭锦后旗头道桥镇的一个铁路车站，邮政编码015409。车站建于1957年，有包兰铁路经过该站，现办理客货运业务，车站及其上下行区间均为电气化区段。车站距离包头站247公里，隶属呼和浩特铁路局，是四等站。